# Lutjewijtwerd
Lutjewijtwerd is een wierde in de Nederlandse provincie Groningen, gelegen ten zuiden van Stedum in de gemeente Eemsdelta. Op de wierde staan twee boerderijen.
De naam betekent: Kleine (lutje) hout (wijt) wierde (werd) en verwijst naar een wierde die is opgeworpen om er boerengeriefhout te verbouwen. In de natte omgeving van voor de bedijkingen was het namelijk moeilijk om forse bomen te laten groeien.
In de provincie Groningen zijn nog drie plaatsnamen die verwijzen naar deze kleinschalige bosbouw, te weten: Oosterwijtwerd, Westerwijtwerd en Kloosterwijtwerd.
Ten zuiden van de wierde ligt midden in het land de wierde Barnheem.
Bij archeologisch onderzoek (zonder graafwerkzaamheden) in 2013 werden resten uit de late ijzertijd en de Romeinse tijd en uit de hoge middeleeuwen (1000 tot 1200) aangetroffen, waaronder een gouden herculusknoop uit de 2e of 3e eeuw na Chr. Ook werden enkele verbrande Romeinse munten aangetroffen die mogelijk verband houden met een offer of een grote (boerderij)brand.

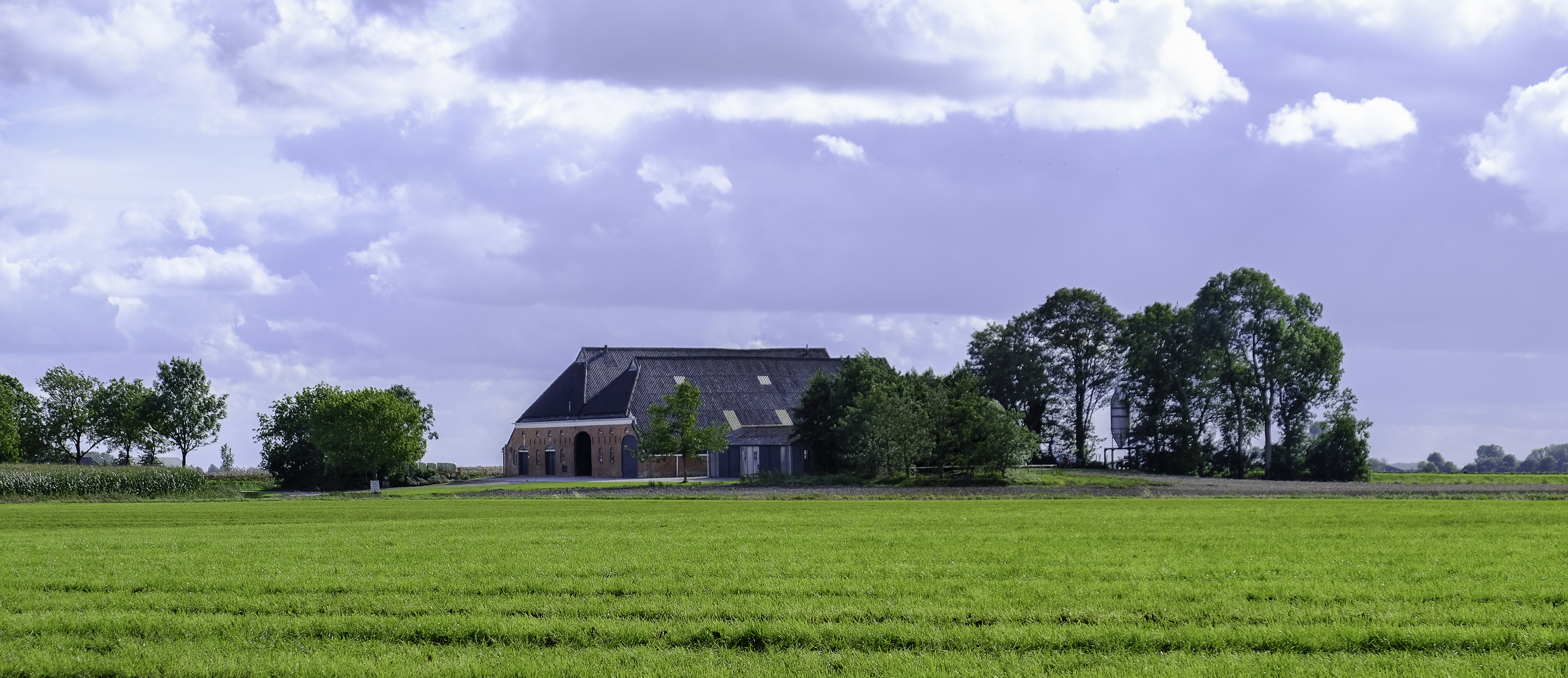
De wierde gezien vanaf Stedum
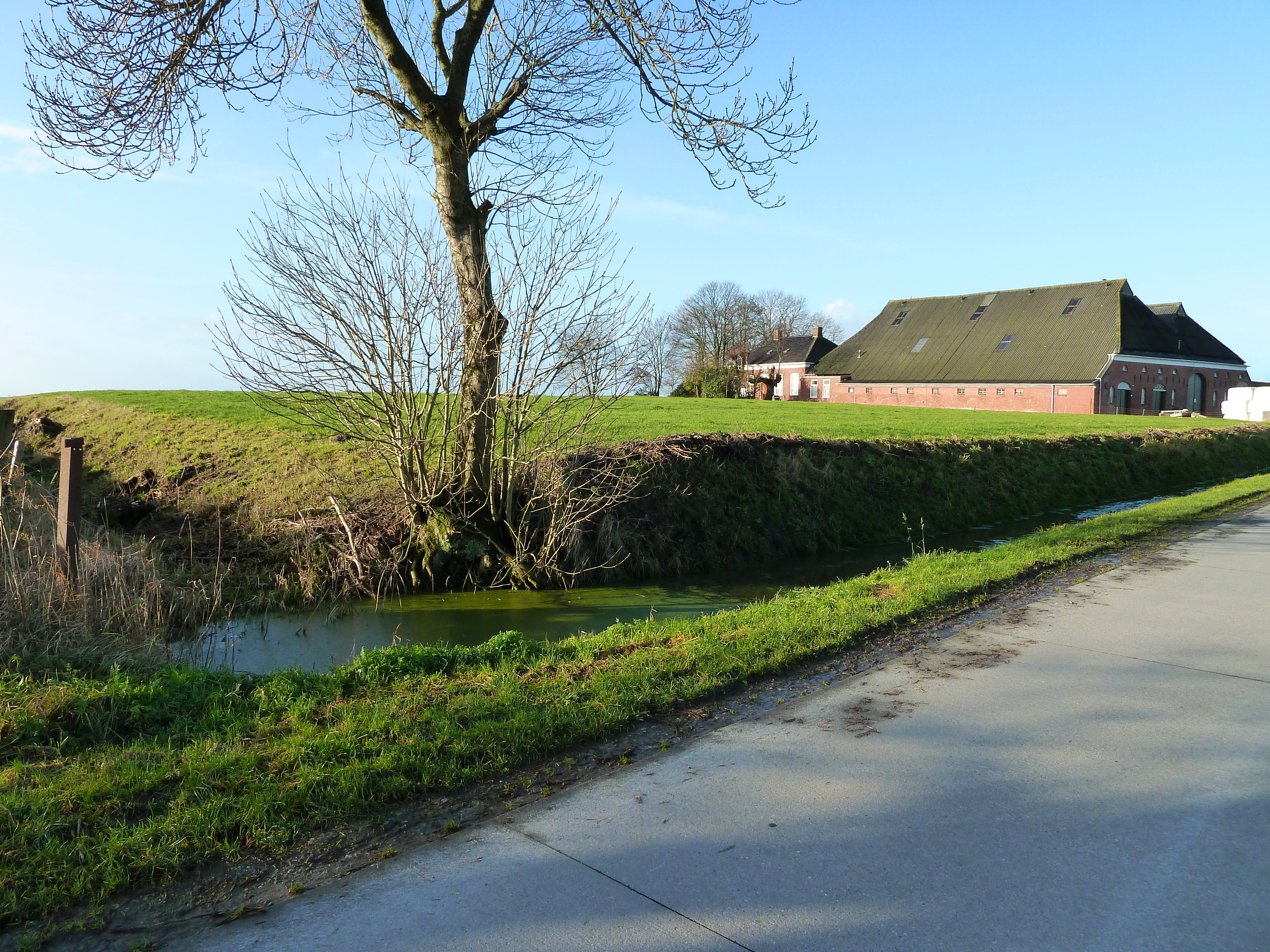
Westelijke boerderij met links een deel van de wierde